# سالم بن يعقوب
سالم بن يعقوب (1903 - 1991) هو الشيخ العلامة المؤرخ سالم بن محمّد بن يعقوب من جزيرة جربة . ولد بقرية غيزن بـجربة في سنة 1321هـ / 1903م.

## حياته

### فصول من حياته
- وُلد الشّيخ سالم بن محمّد بن سعيد بن يعقوب في بداية القرن العشرين في قرية غيزن السّاحليّة من جزيرة جربة يوم 20 مارس سنة 1903 . وهو شيخ إباضية جربة ومؤرّخ الجزيرة، وآخر عُضو من أعضاء حلقة العزّابة كما يقول عنه تلميذه وصفيّه الشّيخ فرحات الجعبيريّ .
- تولّى والده محمّد بن سعيد بن يعقوب خطّة العدالة وقد درس ببنغازي في ليبيا . نقلا عن شهادته المصوّرة التينشاهد مقطعا منها بعد حين .
- تربّى الشّيخ سالم بن يعقوب في أسرة متواضعة صحبة إخوة ثلاثة له كانوا يتعاطون التّجارة . كان في صغره نافرا من التعلّم، يهرب من الكتّاب، ويروغ من المؤدّب ويلوذ بالغابة سُلوانا عن حلقة الدّرس التي كان خاله قاسم بنمهنّي بن يعقوب مدرّسا ينشّطها بجامع تلاكين .

### نفور من الدّراسة في البداية
- •لم يتمكّن الطّفل سالم من حفظ الحروف الأبجديّة بتلك المدرسة، فاُنتقل إلى جامع أرواي بقرية غيزن، ليتعلّم في حلقة يوسف بن عمارة الحروف .
- •ولكنّه اُضطرّ للاِنقطاع مجدّدا عن الدّراسة، لينصرف إلى الفلاحة والغريب أنّه بلغالعشرين من عمره دون أن يحسن القراءة أو يتعلّم الكتابة .
- •هكذا اِشتغل بالفلاحة حتّى سنّ العشرين، ثمّ اِلتحق بمدرسة جامع الباسي بوالغ يتعلّم أصول الدّين والقراءة والكتابة على يد ثلّة من شيوخ العلم من أهمّهم الشّيخ عمر بن مرزوق، وذلك سنة 1926 .

### أثر مدرسة جامع الباسي في حياته
- •ونحن نجد شهادة طريفة ضمّنها كتابه تاريخ جزيرة جربة ومدارسها العلميّة يذكر فيها تلاميذ مدرسة جامع الباسي، وإقامته بهذه المدرسة، ونظام التّدريس بها وأبرز مدرّسيها .
- •ويختلط في هذا المقام التّاريخيّ بالسّير ذاتيّ تداخلا لطيفا قلّما نجد له نظيرا في باقي الكتاب، يقول : « وفي أيّام الرّاحة، راحة الصّيف، يأتينا الشّيخ عمر بن يَحْيى بن الحاج عمر من الماي، وهو يومئذ يدرّس في تونس . كما كان يأتينا كذلك الشّيخ عمر بن الحاج محمّد بن تَعَارِيتْ، رحمهما الله . وكنّا نقيم بمدرسة جامع الباسي خمسة أيّام، نأتي إليها يوم السّبت صباحا إلى يوم الإربعاء بعد العصر، ثم يعود كلّ واحد منّا إلى منزله . أمّا المدرّس الشّيخ عمر بن مرزوق، فإنّه يأتينا كلّ صباح ويرجع بعد العصر كلّ يوم، إلاّ ليلة الإربعاء فإنّنا نحيي جميعا تلك اللّيلة والشّيخ معنا، في تلاخيص الدّروس الّتي قُدّمت إلينا خلال الأيّام الخمسة الماضية، فيأمرنا الشّيخ أن يعرض كلّ واحد منّا ما تيسّر له من أناشيد وأبيات شعريّة ممّا يحفظ، أو بعض جمل تدلّ على حكمة أو مسائل تاريخيّة، كلّ ذلك تدريبا للتّلاميذ وتنشيطا لهم . فكانت تلك اللّيلة من أنشط اللّيالي عندنا، وكنّا ننتظرها بفارغ الصّبر . وكان الفقيه محمّد زِكْرِي، رحمه الله، والذي كان يُقرئ الأطفال القرآن الكريم بنفس الجامع، يشاركنا في سهرتنا هذه كلّ

أسبوع، وكان ينشّطنا ويمدّنا بنصائحه ومواعظه » .

### برامج الدّراسة بمدرسة جامع الباسي
- وقد درس بجامع الباسي المنظومة الجادويّة وشرحها، كما درس كتاب الوضع، وهو مختصر في الأصول والعقيدة ألّفه أبو زكريا يحي الجناونيّ .
- ودرس في النّحو شرح الشّيخ خالد على الآجروميّة وبعد إتمامها تناولوا كتاب القطر لاُبنهشام .
- ومن الكتب التي درسها الشّيخ سالم، منظومة في مخارج الحروف .
- ولكنّه هجر تلك المدرسة بعد تعكُّر صفو العمل فيها، وقلَّة نشاط القائمين عليها، ليسافر بعدها صحبة أخيه حميدة إلى مدينة بنزرت، حيث اِشتغل بالتّجارة . بيد أنّه اِنصرف منها ليلتحق بجامع الزّيتونة . وكان يحضر فيه ما يطيب له من الدّروس متنقّلا من حلقة علم إلى أخرى، دون أن يسجّل اِسمه في دفتر الجامع .

يقول في هذا الصّدد : « واُبتدأت دراستي في جامع الزّيتونة في الرّتبة الثّالثة . وقبل أن أدخل
جامع الزّيتونة، اِستشرت والدي فقال لي : لا تقدر . فقلت له : سأدخل ولو لعام
واحد، وكان يومئذ يتهيّأ للذّهاب إلى الحجّ، فأوصى لي بحانوت تجارة، رأس مالها
ستّة آلاف فرنك . ثمّ سار إلى الحجّ ورجع منه مريضا، وتوفيّ، رحمه الله، في
أوّل شهر صفر سنة 1346 هجريّ الموافق لسنة 1927 ميلاديّ » .

### شيوخ جامع الزّيتونة
- وقد بقي الشّيخ سالم بتونس مدّة خمس سنوات من سنة 1929 إلى سنة 1933 .
- ويصّرح الشّيخ سالم متحدّثا عن حياته العلميّة في تلك الفترة فيقول : « وكنت خلال مدّة إقامتي بتونس ألازم دروس الشّيخ محمّد بالحاج صالح الثّمينيّ في الفقه

ليلا، وكان يحضر معنا في الدّرس أحمد أبو الأحْبَاس النّفُوسيّ، والشّيخ يونس بن قاسم المِثْني، والشّيخ ميلاد بن علي
المِثْني، وكذلك قاسم بن تعاريت »

### بالأزهـــــــــــر
- ولكنّ الشّيخ سالم قرّر في شهر أكتوبر من سنة 1933 السّفر إلى مصر ليواصل تعلّمه، ناسجا على منوال كثير من علماء الجزيرة الذين يحبّذون إتمام تعلّمهم بالدّيار المصريّة . فسكن بوكالة البحّار المختصّة بسكنى الطّلبة، الكائنة بالحيّ الطولونيّ بالقاهرة .
- وفي مصر بقي يتردّد على حلقات جامع الأزهر، ويتلقّى دروسا في القسم العامّ منه، وكانت تهتمّ بالفقه الإسلاميّ والتّاريخ الإباضيّ .
- كما كان يحضر ليلا محاضرات جمعيّة الإخوان وجمعيّة العروة الوثقى، فيوصل اللّيل بالنّهار في الدّرس، مكثرا السّماع والنّسخ .

### الشّيخ اطفيش وأثره
- ومن أبرز أساتذته بالأزهر الشّيخ أبو إسحق إبراهيم بن الحاج اطفيش الإباضيّ الميزابيّ . وقد توطّدت علاقة الشّيخ سالم بالشّيخ اطفيش، حتّى أنّه كان يزوره في منزله ويأخذ الفقه عنه .
- ونفهم من شهادات الشّيخ سالم شدّة تعلّقه بهذه الشخصيّة التي طبعت حياته العلميّة والفكريّة كلّها لاحقا .
- •وهكذا بقي شيخنا بالقاهرة مدّة خمس سنوات ونصف طالبا بالأزهر مرابطا بمكتباتها، ولم يرجعْ إلى جربة إلاّ وقد حصل على شهادة من شيخة اطفيش تجيز له الإفتاء والتّدريس .

### وكالة الجاموس بحيّ طولون
- وفي مصر عكف الشّيخ سالم على نسخ المخطوطات والوثائق الإباضيّة الموجودة بمكتبة وكالة الجاموس بحيّ طولون بالقاهرة وقد ساعده على هذه المهمّة مدير قسم المخطوطات بها الشّيخ إبراهيم اطفيش .
- ونحن نلمس في شهادات سجلّ زوّار المكتبة ما ينمّ عن فضل ما جمعه ودوّنه من تلك المخطوطات .

### يعود الشّيخ سالم إلى حومته
- ثمّ يعود الشّيخ سالم إلى حومته غيزن بعد هذا الغياب الطّويل لا يحمل معه من متاع الدّنيا سوى صناديقَ من الكتب وما حبّرته أنامله في أيّام دراسته

بالقاهرة .
- وهو وإنْ عاد، فلا ليركنَ إلى حياة ناعمة في عزلة عن زحمة الحياة ومشاكل النّاس، وإنّما ليوزّعَ جهوده وأوقاته على المساجد واللّقاءات في المناسبات العامّة والخاصّة بالجزيرة، يلتقي بالنّاس على اِختلاف طوائفهم واعظا ومعلّما مرشدا، ينشر في أرضهم العطشى النّصيحة الطيّبة، ويُلقي على مسامعهم محاضرات في الثّقافة الإسلاميّة عموما .
- وقد كان يرأس مجلسا علميّا بجامع لاكين بغيزن، يحضره الطّلبة وعوامّ النّاس .

### مجلسه بمحراب لواتة وبجامع الشّيخ بحومة السّوق جربة
- كما كان يُلقِي أيضا دروسا ومحاضرات في مجلس محراب لواتة بجامع بني داود .
- وله مجلس علميّ ثالث بجامع الشّيخ بحومة السّوق .

### كان مرشد النّاس وهاديهم
- وكان النّاس لنزاهته ووافر علمه، يعدّونه قبلتهم في حلّ نزاعاتهم، ومرشدهم وهاديهم في الردِّ على اِستفساراتهم وما قد يُشكل عليهم من أمور دينهم ودنياهم .
- وكان يقضِّي، كما رَوى لنا كلّ من عاشره عن قرب، ليله في مكتبته، على ضعف إنارتها وكلل بصره، متجوّلا بين رفوفها يقرأ ويبحث عن مسألة أشكلت عليه أو يحقّق بها حديثا شريفا اِلتبس أمره وغام، أو يكشف بها عن سيرة أعلام الفكر الإباضيّ المجهولة

### .جمع التّراث الإباضيّ
- وهكذا يكون الشّيخ سالم بن يعقوب قد عكف طيلة حياته على جمع التّراث الإباضيّ، فنسخ الكثير من نصوصه ووثائقه، وأنشأ مكتبة بمقرّ سكناه بحومة غيزن وهي شاهد حيّ على قيمة المجهود العلميّ الذاتيّ الذي بذله .
- فمن مخطوطات مكتبة الشّيخ سالم كتاب السّير وأخبار الأئمّة لأبي زكرّاء يحي اِبن أبي بكر ( ق 5 و 6 للهجرة / 11 و 12 للميلاد ) ، وهو كتاب يقع في جزأين .
- كما يعود للشّيخ سالم فضل اِكتشاف كتاب سير البُغطوريّ الذي كتبه زايد بن عمرو بن عمر بن إبراهيم بن سليمان الصّدغيّاني سنة 914 هجريّ الموافق لسنة 1507 أو 1509 ميلاديّ . وقد اِكتشف هذا المخطوط في خزانة البعطور بوالغ، وهي مكتبة أتلفت ولم يبق لها من أثر الآن .

كتاب المدارس العلميّة بجزيرة جربة
- وما تركه الشّيخ سالم من مؤلّفات هي عبارة عن كرّاسات مدرسيّة خطّت بخطوط مختلفة أملاها على البعض من أصفيائه من المقرّبين .
- وله أيضا جزء ثالث مخطوط عن الحملات الإسبانيّة على جزيرة جربة، وهو مخطوط يحتاج إلى دراسة علميّة، ويتطلّب تحقيقا دقيقا لما به من خلط تاريخيّ وتداخل معرفيّ . وله أيضا رسائل عديدة، يمكن أن

تكوّن مجموعا جديدا من مؤلّفاته .

## مؤلفاته

### كتاب تاريخ جزيرة جربة
- وقد أعيد نشر كتاب : تاريخ جزيرة جربة ومدارسها العلميّة ، فأعدّه وعُني بشرحه وتحقيق نصّه الدّكتور : فرحات الجعبيريّ، وهو يعدّ بحقّ أفضل الأعمال التي

أنصفت الرَّجل .
- أعيد نشر هذا الكتاب مؤخّرا تحت عنوان : تاريخ جربة وعلمائها الإباضيّة ، و قدّم له حفيده ناجي بن يعقوب، فإنّ تلك الطّبعة مع الأسف لا تضيف شيئا ، بل تعوّل كثيرا على الطّبعة الأولى، عدا ما جاء فيها من تضمين لقصائد ومقطوعات شعريّة، تفتقد في أكثرها إلى مقوّمات الشّعر، كما تحتاج إلى ضبط عروضها وقوافيها وتحديد الغرض الشعريّ وزمن قول الشّعر .

### كتاب بدء الإسلام وشرائعالدّين لاُبن سلاّم الإباضيّ
- وعلاوة على كلّ ذلك كان الشّيخ يراسل العلماء ويلتقي بهم في مكتبته ويمدّهم بملاحظاته العلميّة ويزوّدهم بأهمّ المصادر الإباضيّة، ولعلّ أبرز زوّاره المستشرق الألمانيّ فرنز شفارتس .
- •وقد أثمرت هذه العلاقة عملا مشتركا، يمكن أن نعدّه أهمّ أعمال الشّيخ سالم على الإطلاق، وهو ذاك الذي جمعه بشفارتس حين حقّقا كتاب في بدء الإسلام

وشرائع الدّين لاُبن سلاّم
الإباضيّ .
- لم يقتصر دور الشّيخ سالم بن يعقوب على اِكتشاف المخطوط والتّمهيد لسبيل نشره بل كانت له ملاحظات لطيفة وإشارات نبيهة إلى اِسم واضعه وصفته .

## وفاته
- ولكنّ المنيّة لم تمهل الشّيخ سالم كي يتمّ ما وطّن النّفس على نشره، فكانت وفاته يوم السّبت 26 جانفي 1991 الموافق للعاشر من شهر رجب 1411 على السّاعة

التّاسعة والنّصف ليلا بمنزله الكائن بمنطقة غيزن بجربة . 
- لقد فقدت جزيرة جربة عالما من علمائها وداعية فاضلا  من دعاتها الرّاسخين . و أمام هذا المصاب الجلل لا يسعنا إلاّ إن نتذكّر

ما علّمنا ربّنا في محكم تنزيله " الَّذِينَ إِذَا أَصَابَتْهُم مُّصِيبَةٌ
قَالُواْ إِنَّا لِلَّهِ وَإِنَّا إِلَيْهِ رَاجِعُونَ" هذا سبيلنا وسبيل 
الأوّلين والآخرين ولا حول ولا قوة إلاّ بالله العليّ العظيم .
- وقد اِنتظم موكب الدّفن يوم الأحد 27 جانفي 1991 على السّاعة الثّالثة بعد الظّهر بحضور جمع غفير من النّاس من داخل الجزيرة ومن خارجها .
- كما اِنتظم يوم الاِثنين 28 جانفي 1991 ختم قرآنيّ حضره جمع كبير من النّاس، وألقى خلاله الأستاذ فرحات الجعبيريّ كلمة تعرّض فيها إلى خصال الفقيد وجهاده في سبيل العلم والثّقافة، مبرزا أهميّة الإرث الذي خلّفه وضرورة السّعي من أجل إبرازه .
- نسأل الله العليّ القدير أن يتغمّد الفقيد بواسع رحماته وأن يسكنه فراديس جناته  وأن يرزق أهله والأسرة الدّينية جميل الصّبر والسلوان.